# Revue d'histoire des chemins de fer
La revue d'histoire des chemins de fer est conçue et éditée, depuis 1989, par Rails et histoire, anciennement Association pour l’histoire des chemins de fer en France (AHICF). Elle publie les travaux réalisés par l'association, articles, communications, actes et comptes rendus des manifestations.